# ウェストミンスター条項
1259年のウェストミンスター条項（ウェストミンスターじょうこう、The Provisions of Westminster）は、イングランド王ヘンリー3世及びイングランドの有力者との間で起きた政治的闘争を招いた、一連の立法による憲法的改革をいう。

## 解説
フランス王国においてのヘンリー3世の失政（1230年、1242年）は、国内の教会勢力や有力者の反発を招いた。特に、ヘンリー3世の次男エドマンド・クラウチバックがシチリア王位を継承したこと（後に撤回）、神聖ローマ帝国に対抗するために教皇を支援したこと、弟のコーンウォール伯リチャードを皇帝に立候補させたことなどが反感を買ったのである。こうして、イングランド王としてのヘンリー3世の地位は支持を失うようになる。宮廷費が嵩み、増税の方針に王国内の有力者は憤慨する。宮廷費の会計には、慈善団体への寄付や建造物への支払いも含まれており、ウェストミンスター寺院の修繕費も入っていた。
この条項は、オックスフォード条項により任命された24人の有力者（barons）から構成される委員により作成された政府改革計画の拡大版であった。新しい文書には、初期のオックスフォード条項を強力化したものであったが、（ウェストミンスター条項に取って代わられた）遺産相続と課税に関する改革を付け加えたものだった（死手（mortmain）に関連する最も古い規定も含まれている）。
条項は、1258年から1265年の混乱の時期に同盟した行政官僚およびイングランドの有力者（改革派）による要求・法的手段において行われた。法律においては、有力者の地縁関係の再定義、後継となる王室・宮廷会議における有力者同士の相互権利並びに責任について、イングランドの改革を推し進めるものであった。こうした改革的な内容に加えて、王室の機能を改善する提案、市民の救済策や刑事裁判についての変更などが主要な項目になっている。
条項の続きの部分では、ヘンリー3世に対して、1261年の教皇アレクサンデル4世の勅書による条項を拒絶できるようにした。しかし、1263年より始まった第2次バロン戦争において、イングランド王家がフランスを含むイングランド王国の有力者の反乱を抑え込んで、1267年、戦いはイングランド王家の勝利に終わる。条項における王権を制限する項目は破棄されたが、ウェストミンスター条項の法的条文は、1267年のマルボロー制定法（The statute of Malborough）において再確認される。